# When I Get Old
When I Get Old è il secondo singolo della punk band californiana Descendents. È stato pubblicato dalla Epitaph Records nel 1997

## Tracce
1. When I Get Old - 2:30
2. Gotta - 2:14
3. Sick-O-Me - 1:46
4. Lucky - 3:10 *

* Solo nell'edizione giapponese

## Formazione
- Milo Aukerman - voce
- Stephen Egerton - chitarra
- Karl Alvarez - basso
- Bill Stevenson - batteria